# Le Mesnil-Bacley
Le Mesnil-Bacley är en kommun i departementet Calvados i regionen Normandie i norra Frankrike. Kommunen ligger i kantonen Livarot som ligger i arrondissementet Lisieux. År 2018 hade Le Mesnil-Bacley 195 invånare.

## Befolkningsutveckling
Antalet invånare i kommunen Le Mesnil-Bacley
Referens:INSEE